# Баобаб африканский
Баоба́б африка́нский (баобаб па́льчатый, баобаб дланеви́дный, или просто баобаб), или адансо́ния па́льчатая (лат. Adansónia digitáta) — вид деревьев рода Адансония семейства Мальвовые (Malvaceae), характерное для сухих саванн Африки. Одно из самых толстых и долгоживущих деревьев в мире.

## Название
Научное родовое название Adansonia дано Карлом Линнеем в честь французского ботаника и исследователя Африки Мишеля Адансона (1727—1806), описавшего баобаб в Сенегале.
Видовой эпитет является женским родом прилагательного лат. digitatus — пальчатый (то есть напоминающий кисть руки), что связано с формой пальчатой формой листьев растения.
Русское родовое название «баобаб» является транслитерацией слова baobab, используемого во французском, английском, испанском, немецком и других языках; оно происходит от араб. أبو حباب‎ (abū ḥibāb) — «отец многих семян».
Баобаб африканский часто называют «обезьяньим хлебным деревом» (англ. monkey-bread tree; фр. pain de singe — применительно к плодам), так как мякоть его плодов привлекает обезьян.

## Биологическое описание
Дерево высотой 10—15 (до 25) м с диаметром ствола до 8—10 м. Корневая система мощная, с толстыми узловатым корнями, простирающимися на десятки (до 50) метров по поверхности почвы и на глубину около 2 м. Кора розоватая, серая или красновато-коричневая, гладкая.
Листья собраны на концах ветвей, у взрослых деревьев 5—7 (9)-пальчатые, у ювенильных растений — сидячие, цельные, затем с черешком, тройчатые; при растирании неприятно пахнут. Черешки до 12—16 см длиной. Листочки овальные, продолговато-овальные или яйцевидно-овальные, на конце заострённые, цельнокрайные, тёмно-зеленые, опушены мягкими короткими волосками (особенно молодые); 5—15 см длиной и 1,5—7 см шириной; без черешочков.

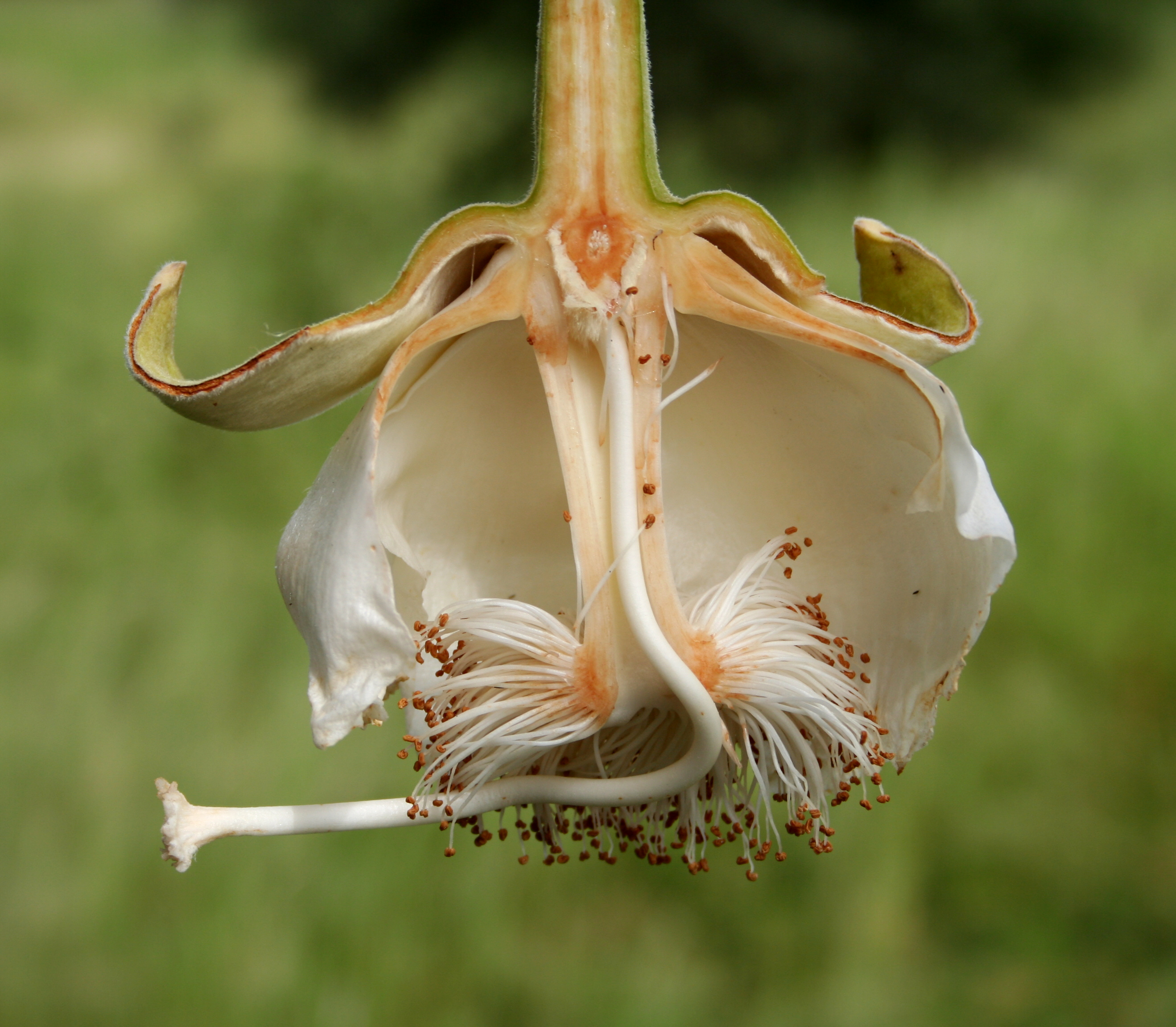
Цветок в разрезе

Цветут чаще безлистные или покрытые некрупными листьями ветви. Цветки пятимерные, до 20 см в поперечнике, пазушные, одиночные, висят на цветоножках. Чашечка глубоко разделена на доли, изнутри покрыта белыми шелковистыми волосками. Лепестки 6 (до 10) см длиной и 7 (до 12) см шириной, восковидно-белые, морщинистые, расставленные; легко повреждаются и быстро буреют. От центра венчика отходит длинная тычиночная трубка, оканчивающаяся пучком из множества тычинок с белыми нитями и пурпурными пыльниками. Внутри тычиночной трубки находится гинецей; столбик пестика примерно вдвое длиннее тычиночной трубки, выходит из пучка тычинок несколько сбоку, на выходе коленчато подворачивается кверху; рыльце звездообразное.
Плод — коробочка до 25 см длиной и 12 см в диаметре, продолговатый или овоидный (по форме напоминает огурец или дыню), покрыт толстой мохнатой кожурой, внутри заполнен кисловатой мучнистой мякотью с множественными чёрными почкообразными семенами размером около 1,3 × 0,9 см.
Цветёт с октября по декабрь. Плоды не опадают до полугода.

## Ареал и экология
Вид широко распространён тропических и субтропических саваннах континентальной Африки: на север по границе Сахеля, на юг — не далее северных провинций ЮАР. Также локально встречается на юге Аравийского полуострова в Омане и Йемене.
В качестве адвентива баобаб африканский натурализовался на Мадагаскаре, на Шри-Ланке, в Индии, Бангладеше и Вьетнаме.

## Биология
Дерево зацветает на 16—23 год. Зимой, в засушливый период, дерево начинает расходовать запасы влаги — уменьшается в объёме и сбрасывает листву. Отмирание растение отличается своеобразием: дерево словно рассыпается и постепенно оседает, оставляя после себя лишь груду волокна. Тем не менее, баобабы исключительно живучи: они быстро восстанавливают содранную кору; продолжают цвести и плодоносить с пустой сердцевиной; срубленное или поваленное дерево способно пускать новые корни.

### Консортивные связи

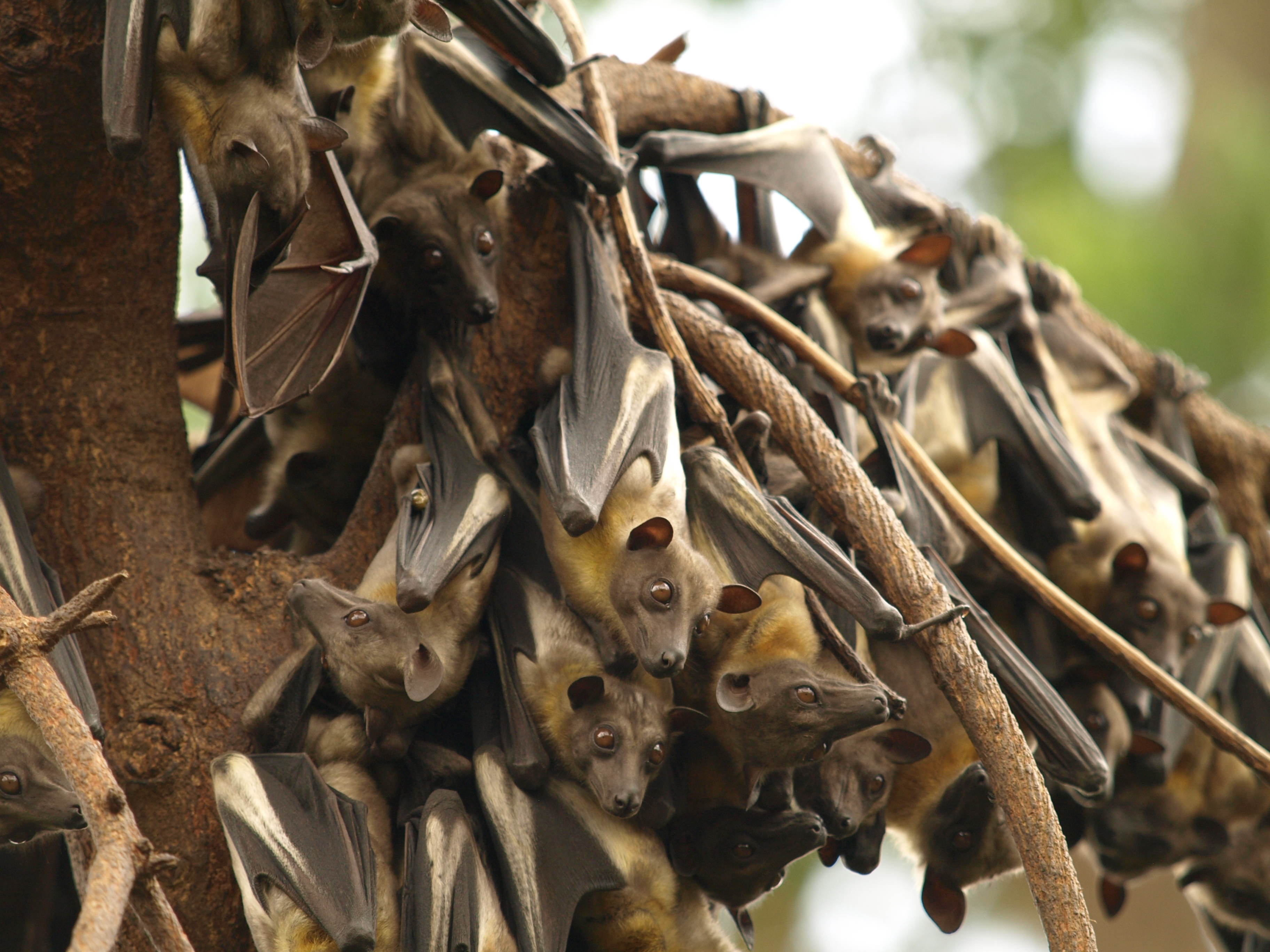
Пальмовые крыланы — одни из основных опылителей баобаба африканского

Цветки раскрываются к вечеру, но уже утром увядают, приобретая неприятный гнилостный запах, и спустя сутки опадают.
Основными опылителями в Западной Африке являются крыланы, привлекаемые ночным ароматом цветков, — пальмовый крылан, большой эполетовый крылан и египетская летучая собака. Цветки также привлекают галаго и некоторых насекомых. Вероятно, что играет роль и ветроопыление.
Плоды съедобны и поедаются многими животными.
Виду свойственна эндозоохория — основными распространителями семян являются павианы и слоны; также семена могут распространяться водой (гидрохория).
Мягкая, пересыщенная водой древесина баобабов подвержена грибковым заболеваниям, отчего стволы взрослых растений — обычно полые или дуплистые, выгнившие внутри.

## Возраст
Достоверно определить возраст старых растений по годовым кольцам не представляется возможным, поскольку растение может формировать несколько колец за год, тогда как в некоторые годы кольца вовсе не образуются. По наиболее осторожным оценкам баобаб живёт до 1000 лет. Имеются данные о том, что возраст деревьев диаметром более 10 м, определённый методом радиоуглеродного анализа (по C14), составляет более 2000 лет.

## Использование
Практически любая часть баобаба находит применение.
Из коры баобаба изготавливают грубое, прочное волокно, идущее на изготовление рыболовных сетей, верёвок, циновок и тканей.
Высушенная твёрдая оболочка плода используется вместо стакана.
Цветочная пыльца используется для изготовления клея.
Дым от сжигания сухой внутренности плода отгоняет комаров и других надоедливых насекомых.

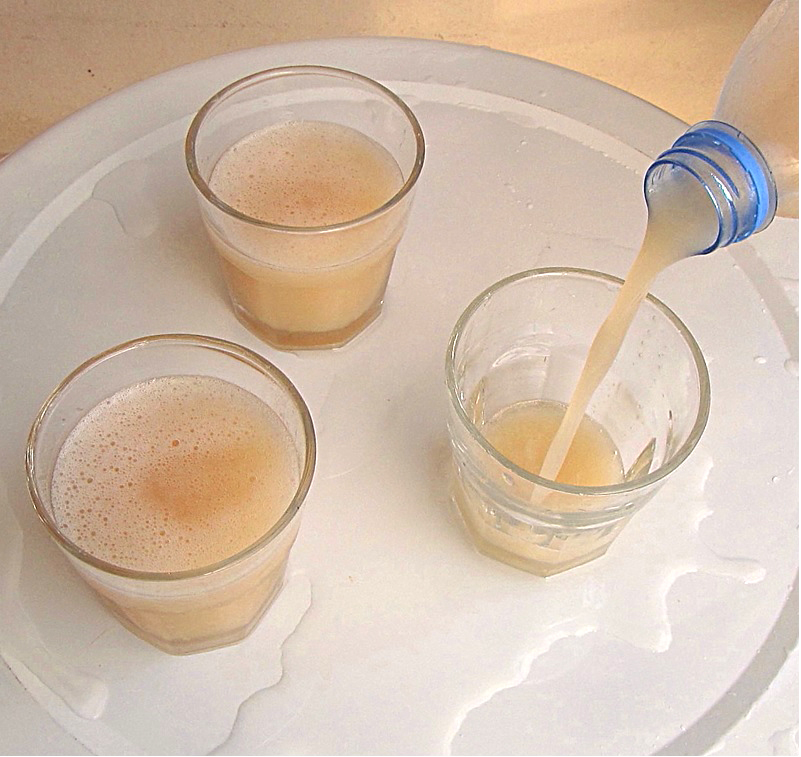
Сок из мякоти плодов

### Пищевое

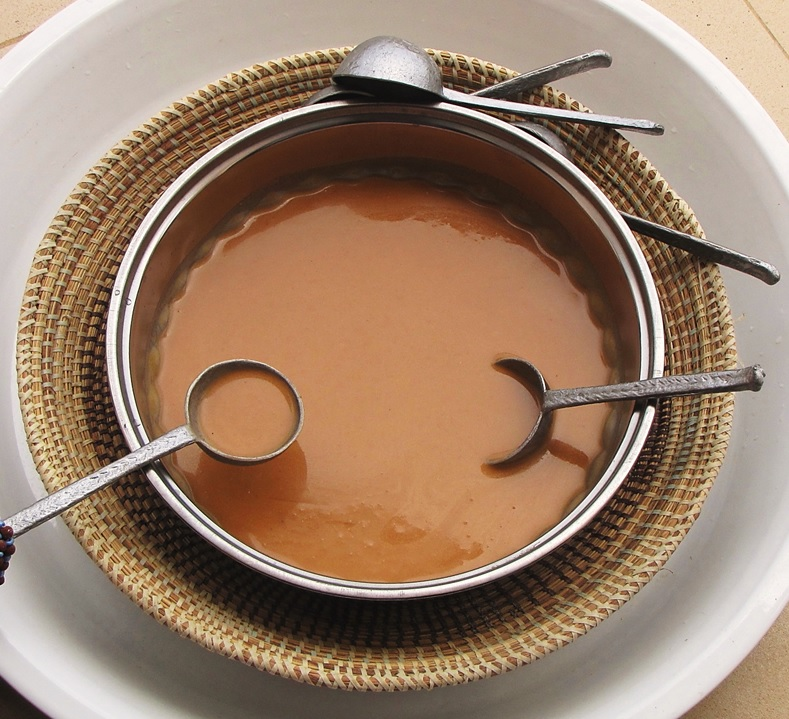
Популярный в Сенегале соус (neteri) готовится из разведённого водой и подслащённого сока мякоти плодов баобаба и кокосового масла. Подаётся обычно с пшённой кашей из африканского проса (lakh).

В пищу используются мякоть плодов, семена, листья, цветки, корни и кора.
Молодые листья добавляют в салаты, сухие используют как специи; в Нигерии из них варят суп. Молодые побеги отваривают как спаржу.
Свежая мякоть плодов напоминает по вкусу имбирь и богата витамином C, кальцием, фосфором, калием, углеводами, волокнами, белками и липидами. Мякоть плодов также высушивают и перемалывают в порошок; разведённый в воде, он даёт прохладительный напиток, слегка похожий на лимонад, отсюда ещё одно название баобаба — «лимонадное дерево».
Семена богаты кальцием и железом, в них содержатся фосфор, магний, цинк, марганец. Их едят в сыром виде, а из зажаренного и измельчённого семени варят заменитель кофе.
Из спелых плодов получают масло, на котором можно жарить.

### В традиционной медицине
Из листьев, мякоти плодов, семян, коры и золы коры готовят отвары, настойки и водные экстракты против малярии, анемии, диареи, бронхиальной астмы, простуд, дизентерии, сердечно-сосудистых заболеваний, астмы, зубной боли, укусов насекомых.

### В косметике
Из золы сожжённого плода изготовляют мыло. Порошком, приготовленным из плодов баобаба, женщины Восточной Африки моют головы, а красным соком, который содержат его корни, раскрашивают лица.

### В геральдике
В мифологии многих африканских народов баобаб олицетворяет жизнь, плодородие и предстаёт хранителем земли. Также это дерево изображено на гербах:

Герб Сенегала
Герб Центральноафриканской Республики

## Ботаническая классификация

### Таксономия
Adansonia digitata L., 1759, Syst. Nat., ed. 10. 2: 1144, 1382.
Вид адансония пальчатая, или баобаб африканский входит в род Адансония (Adansonia) подсемейства Бомбаксовые (Bombacoiodeae) семейства Мальвовые (Malvaceae) порядка Мальвоцветные (Malvales).

### Синонимы

#### гомотипные
- Baobabus digitata (L.) Kuntze, 1891

#### гетеротипные
- Adansonia bahobab L., 1763
- Adansonia baobab Gaertn., 1791
- Adansonia integrifolia Raf., 1838
- Adansonia kilima Pettigrew, K.L.Bell, Bhagw., Grinan, Jillani, Jean Mey., Wab, 2012
- Adansonia scutula Steud., 1840
- Adansonia situla (Lour.) Spreng., 1826
- Adansonia somalensis Chiov., 1932 — nom. provis.
- Adansonia sphaerocarpa A.Chev., 1900 publ. 1901
- Adansonia sulcata A.Chev., 1906
- Ophelus sitularius Lour., 1790

## Галерея

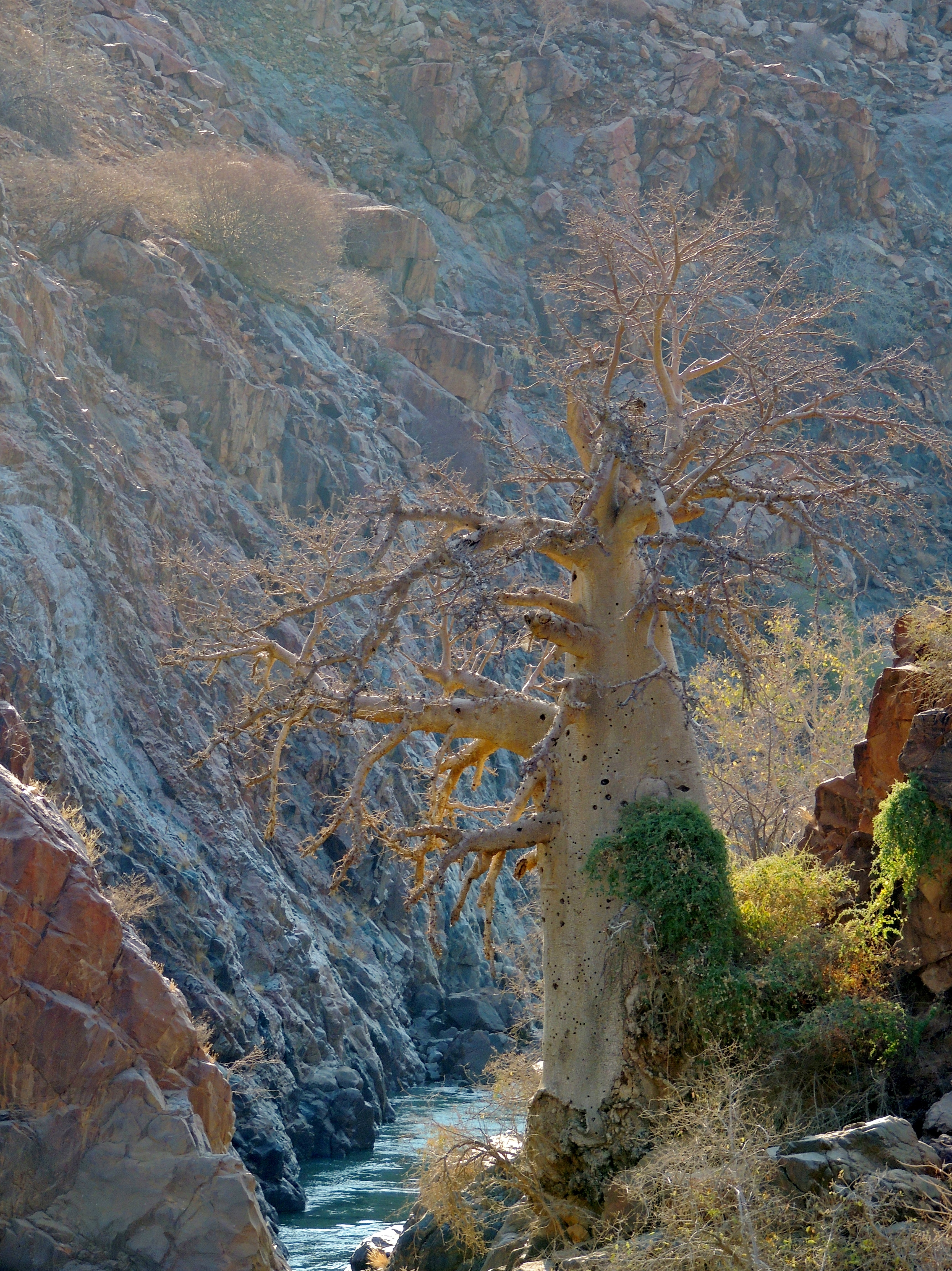
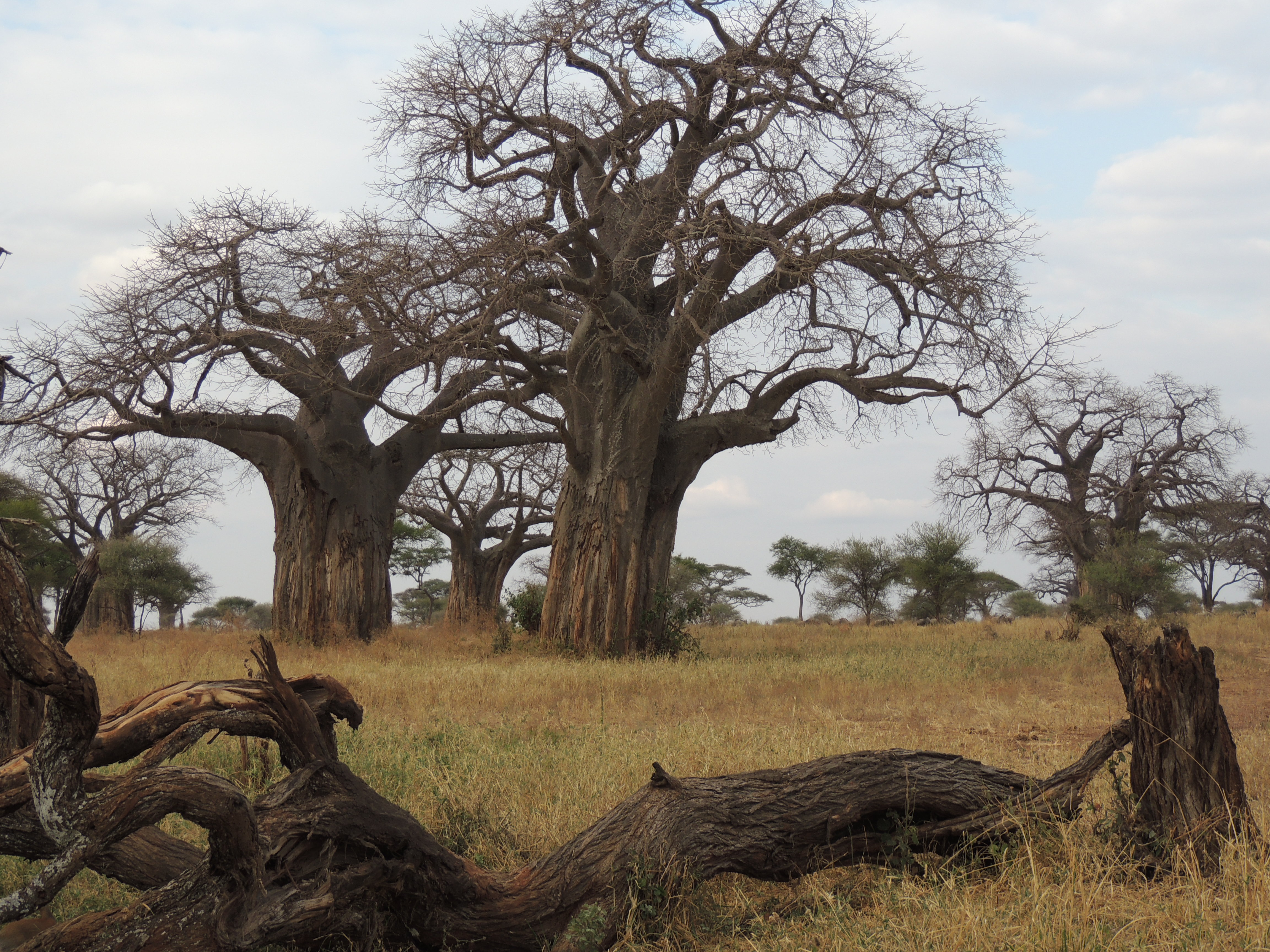
Кроны зимующих деревьев
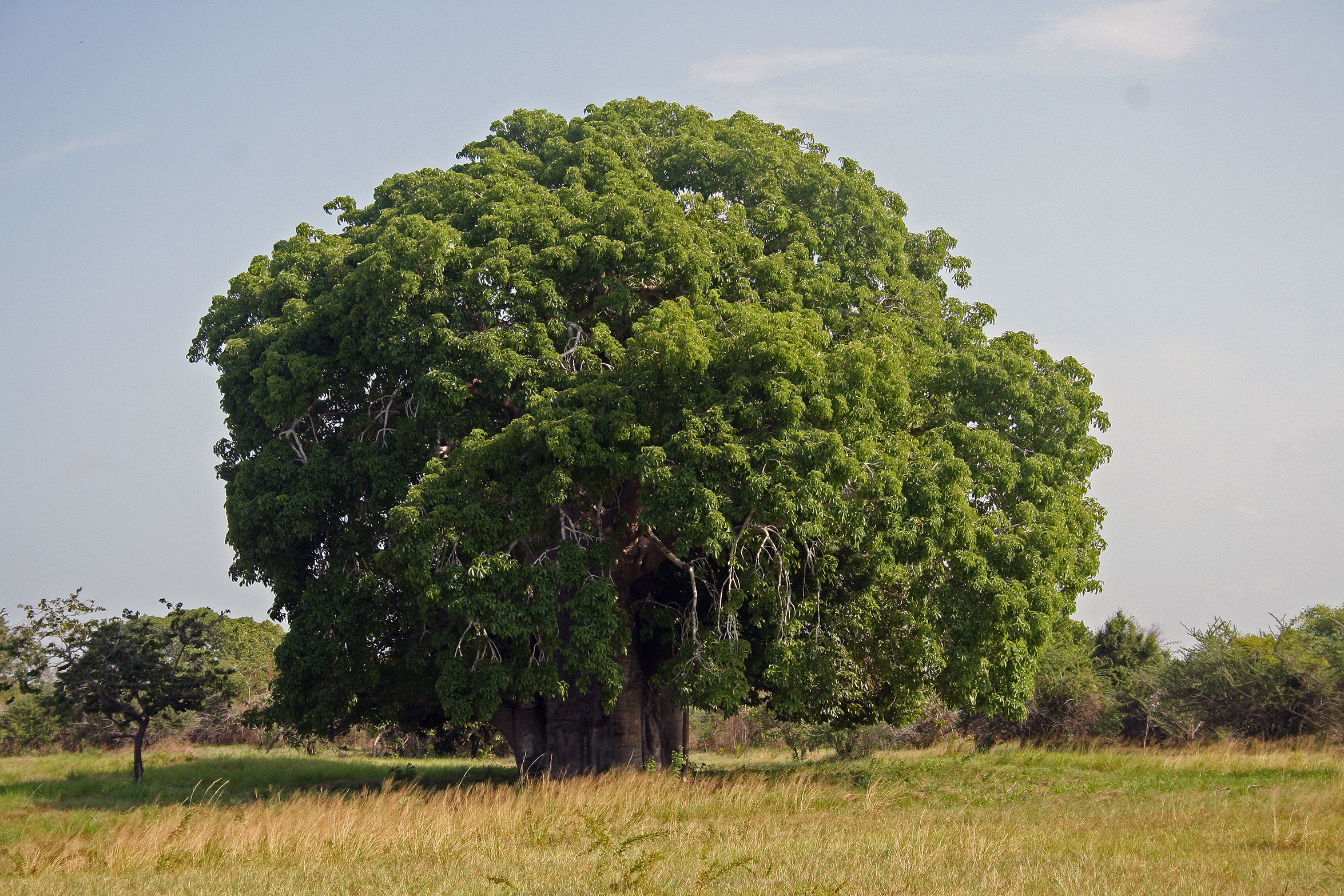
Вегетирующее дерево
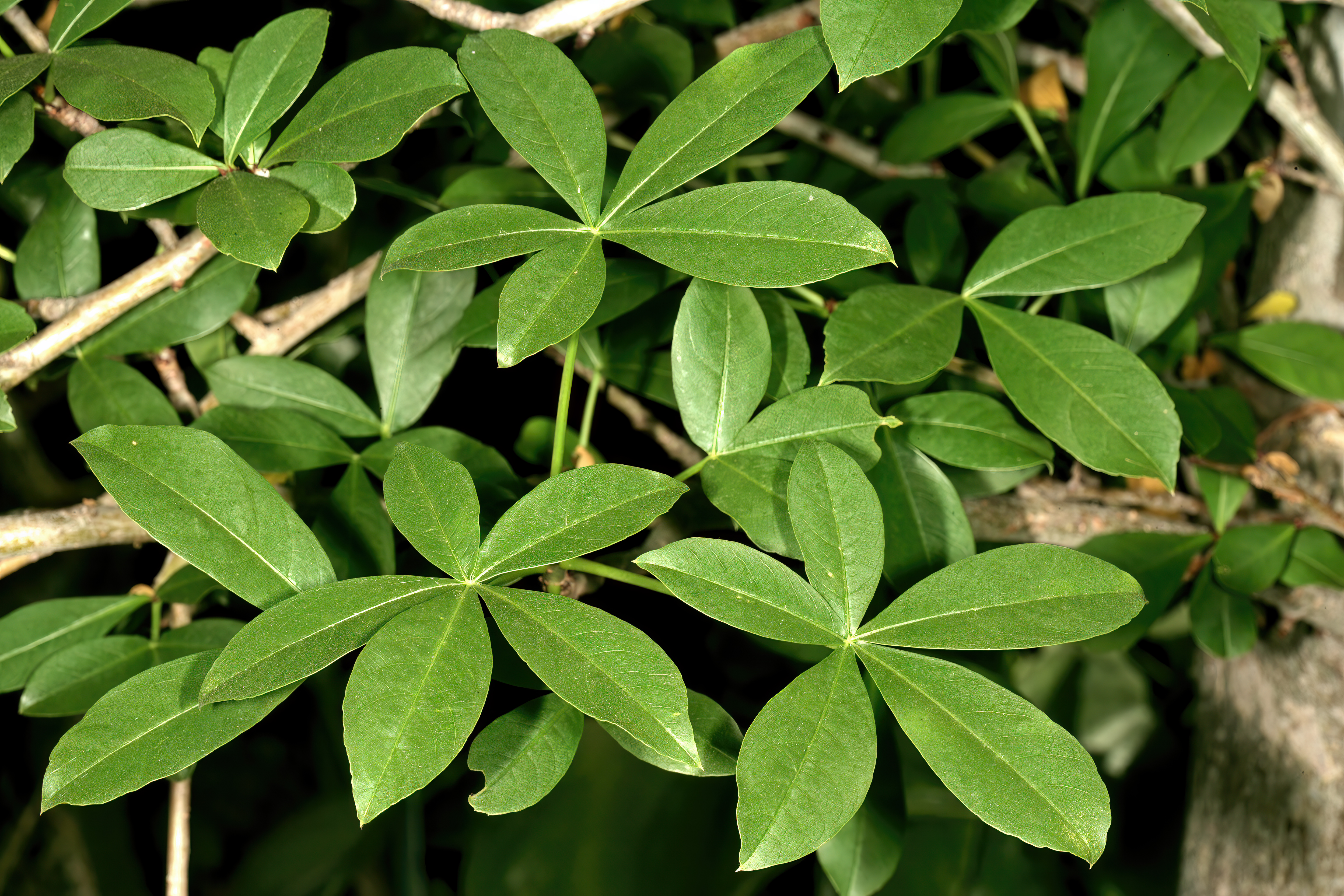
Листья
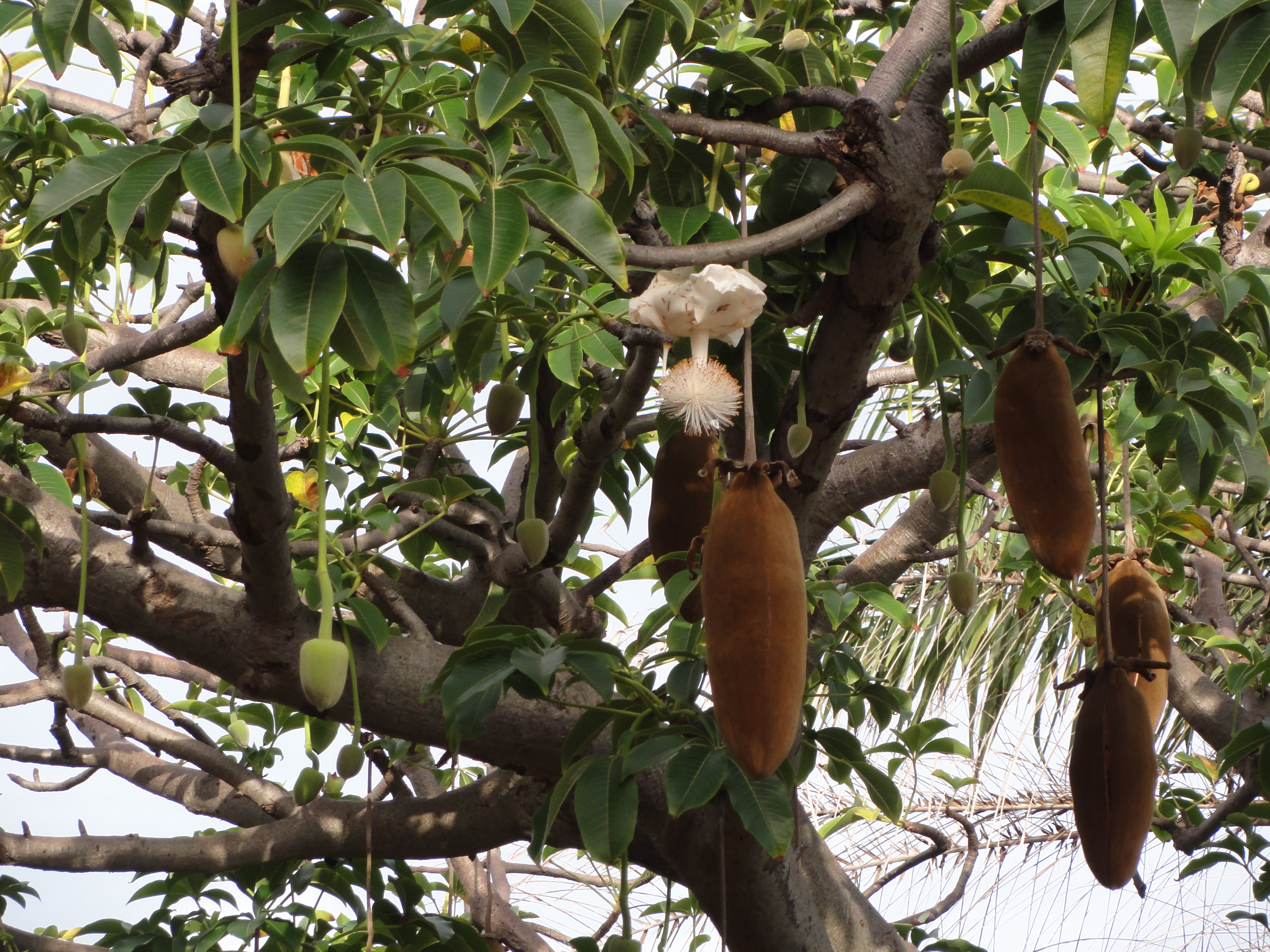
Ветви с бутонами, цветком и плодами
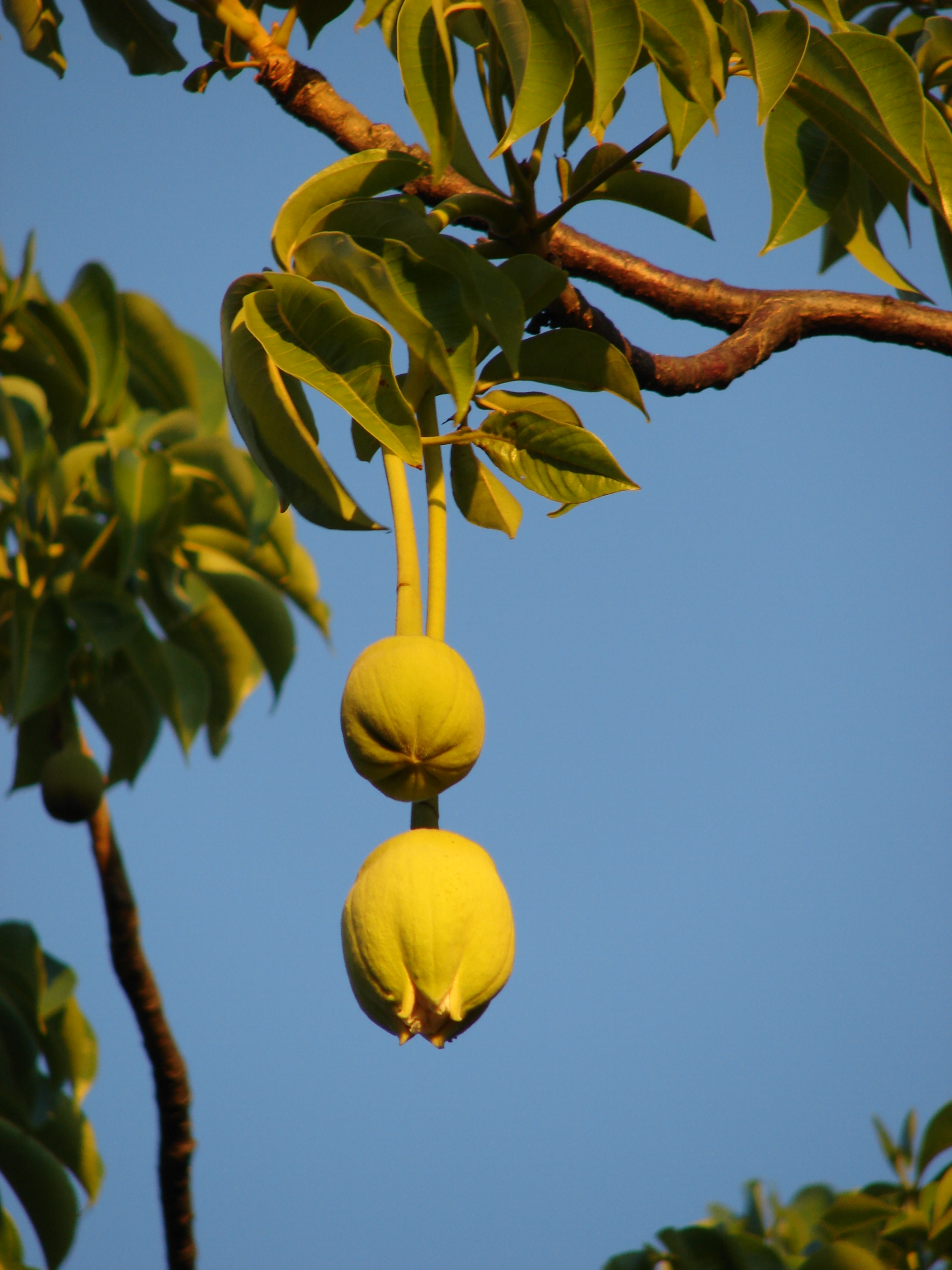
Бутоны
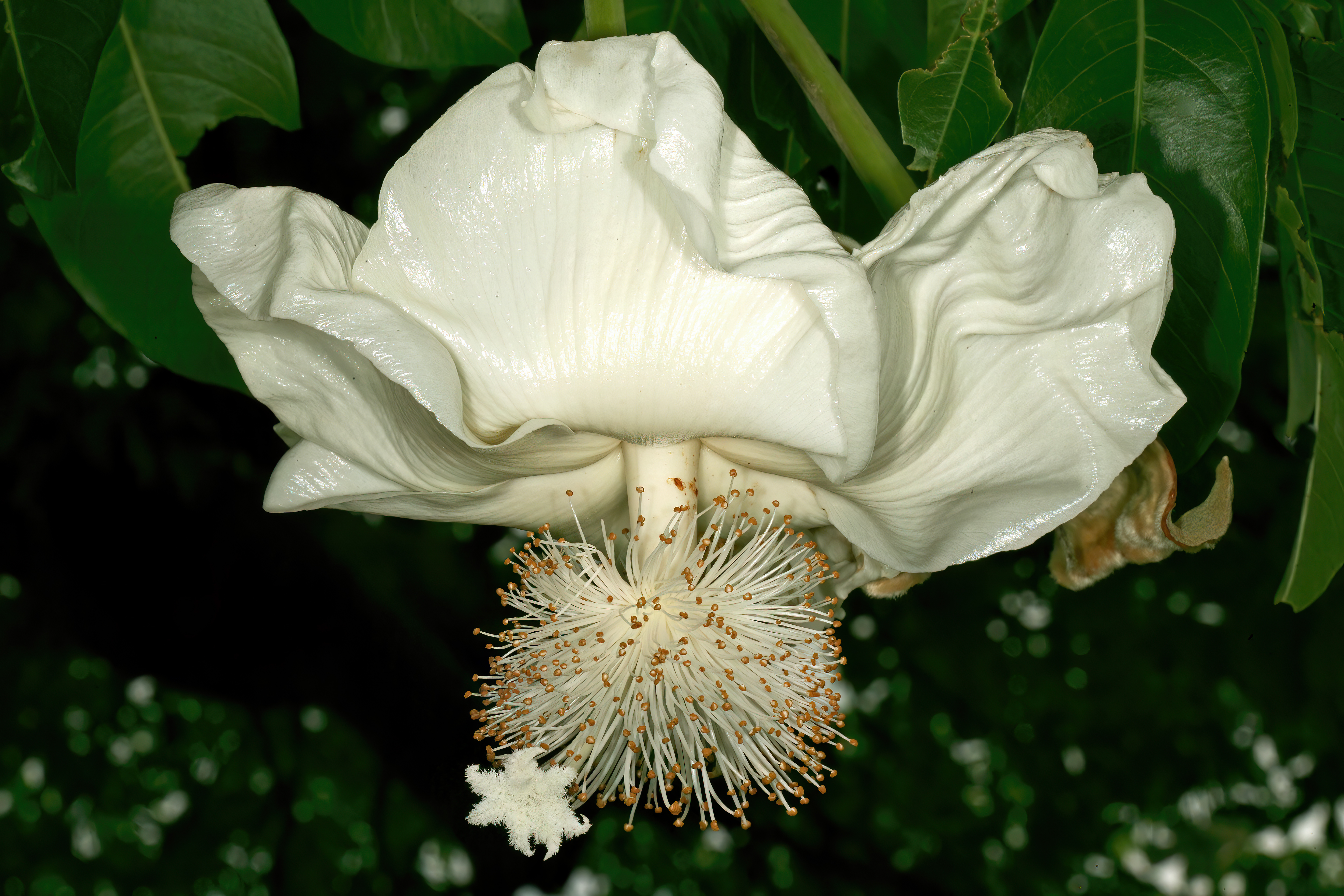
Цветок
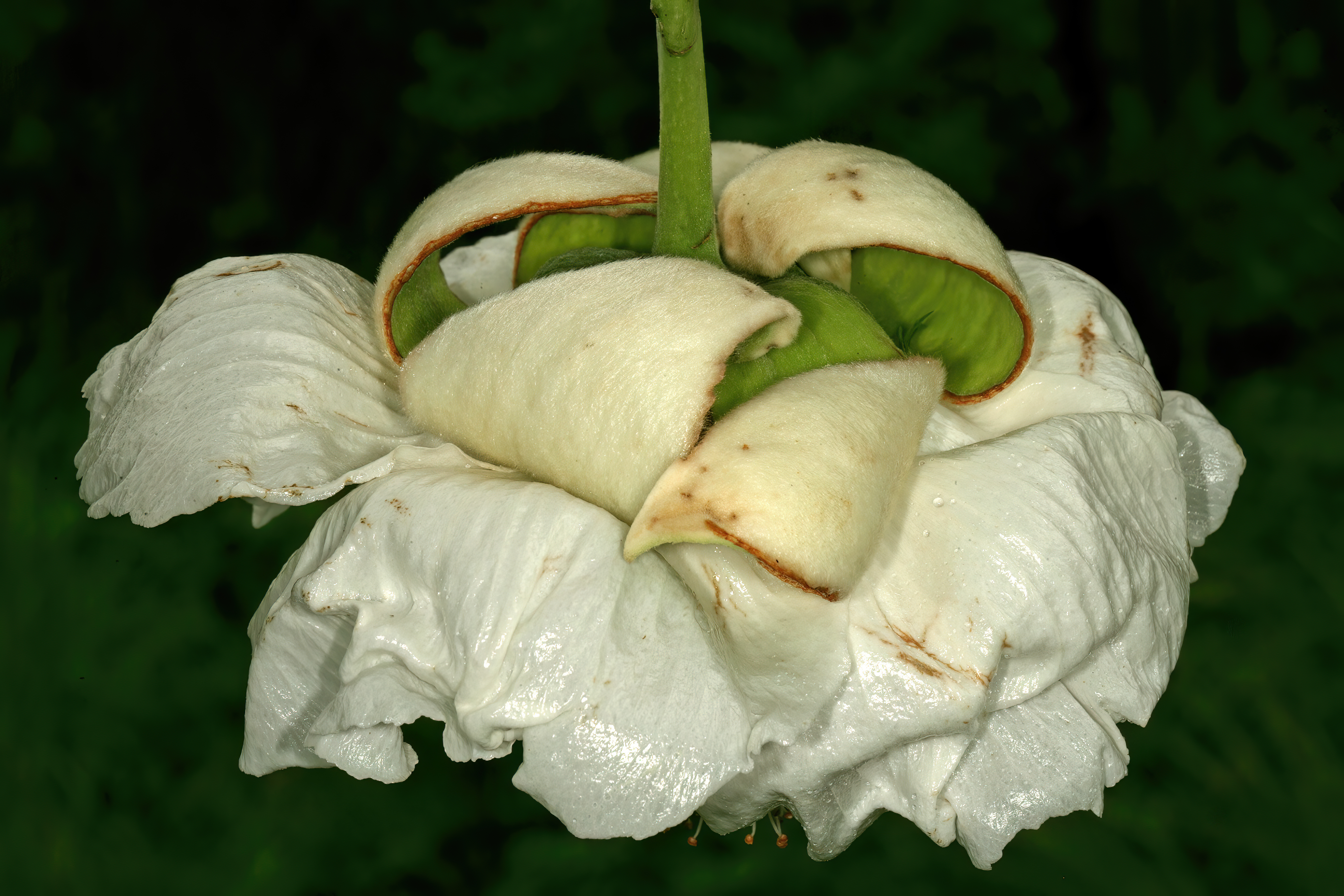
Чашечка
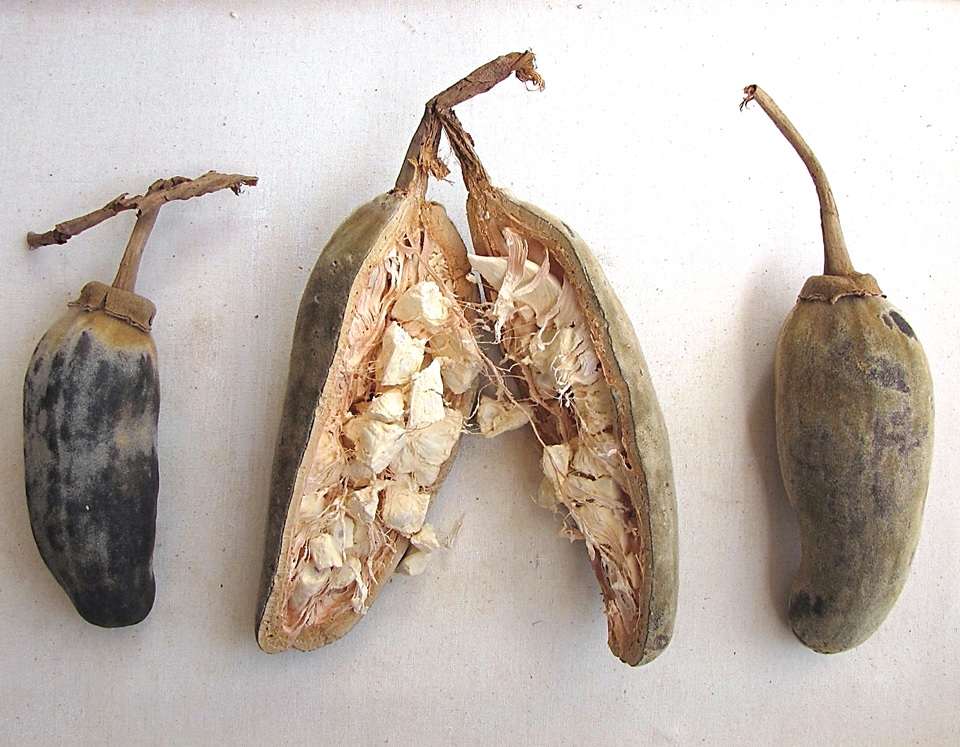
Зрелый плод в продольном разрезе
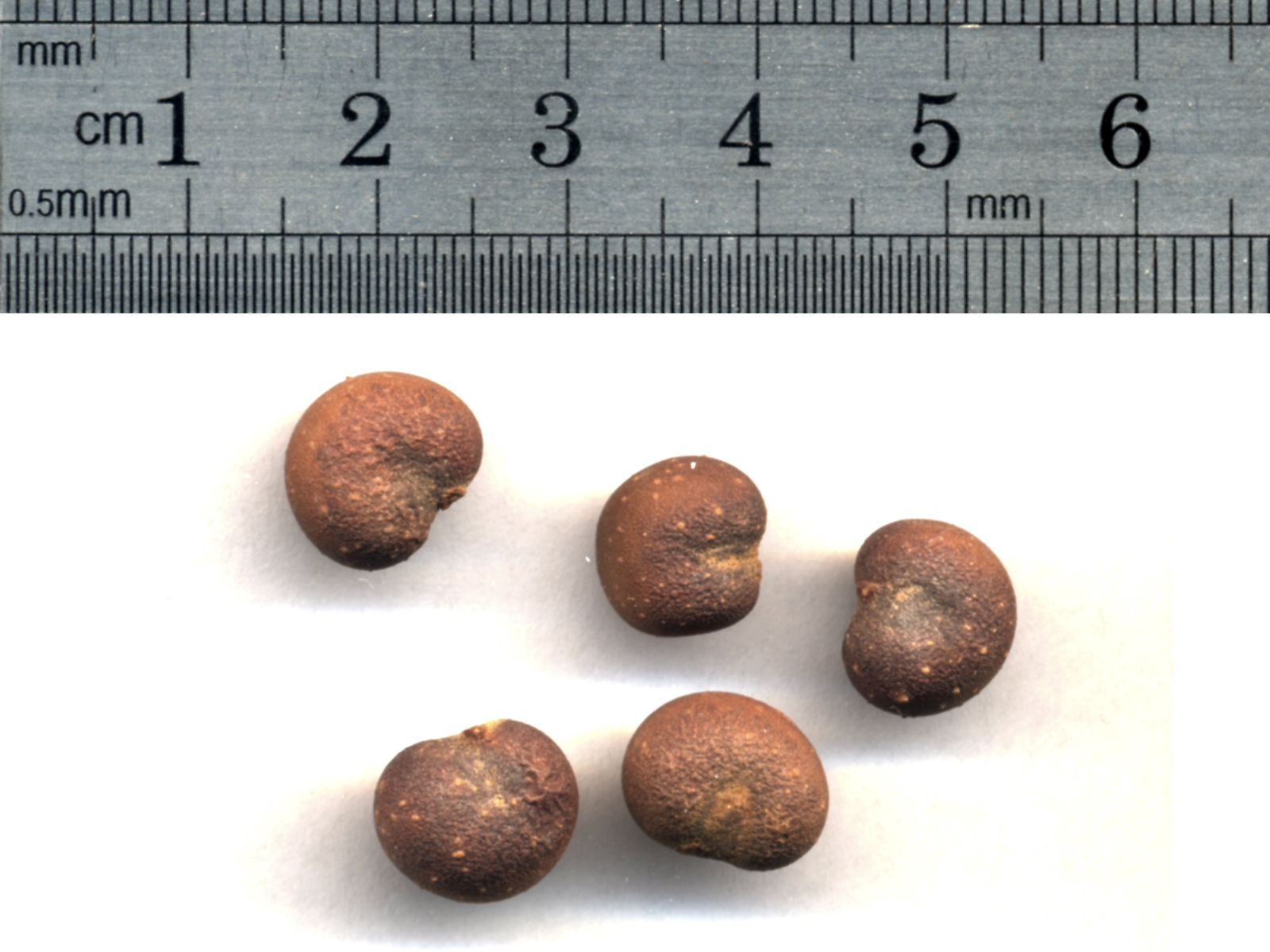
Семена